# Nollendorfplatz (metrostation)
Nollendorfplatz is een station van de metro van Berlijn, gelegen aan het gelijknamige plein in het Berlijnse stadsdeel Schöneberg. Alle kleinprofiellijnen (U1, U2, U3 en U4) stoppen er en voor de U4 is station Nollendorfplatz het eindpunt. Geen enkel ander Berlijns metrostation wordt door zoveel lijnen aangedaan. Het station bestaat uit twee gedeelten: een viaductstation voor de U2 en een twee etages tellend ondergronds station voor de overige lijnen. Het stationscomplex staat in zijn geheel onder monumentenbescherming.

## Geschiedenis
Het bovengrondse station Nollendorfplatz opende op 18 februari 1902 aan de eerste Berlijnse metrolijn, het zogenaamde stamtracé. Het was vanuit het oosten gezien het laatste viaductstation van deze lijn, die vanaf de Nollendorfplatz zijn weg in westelijke richting in een tunnel vervolgde. Het station met zijn jugendstilkoepel werd ontworpen door Wilhelm Albert Cremer en Richard Wolffenstein.

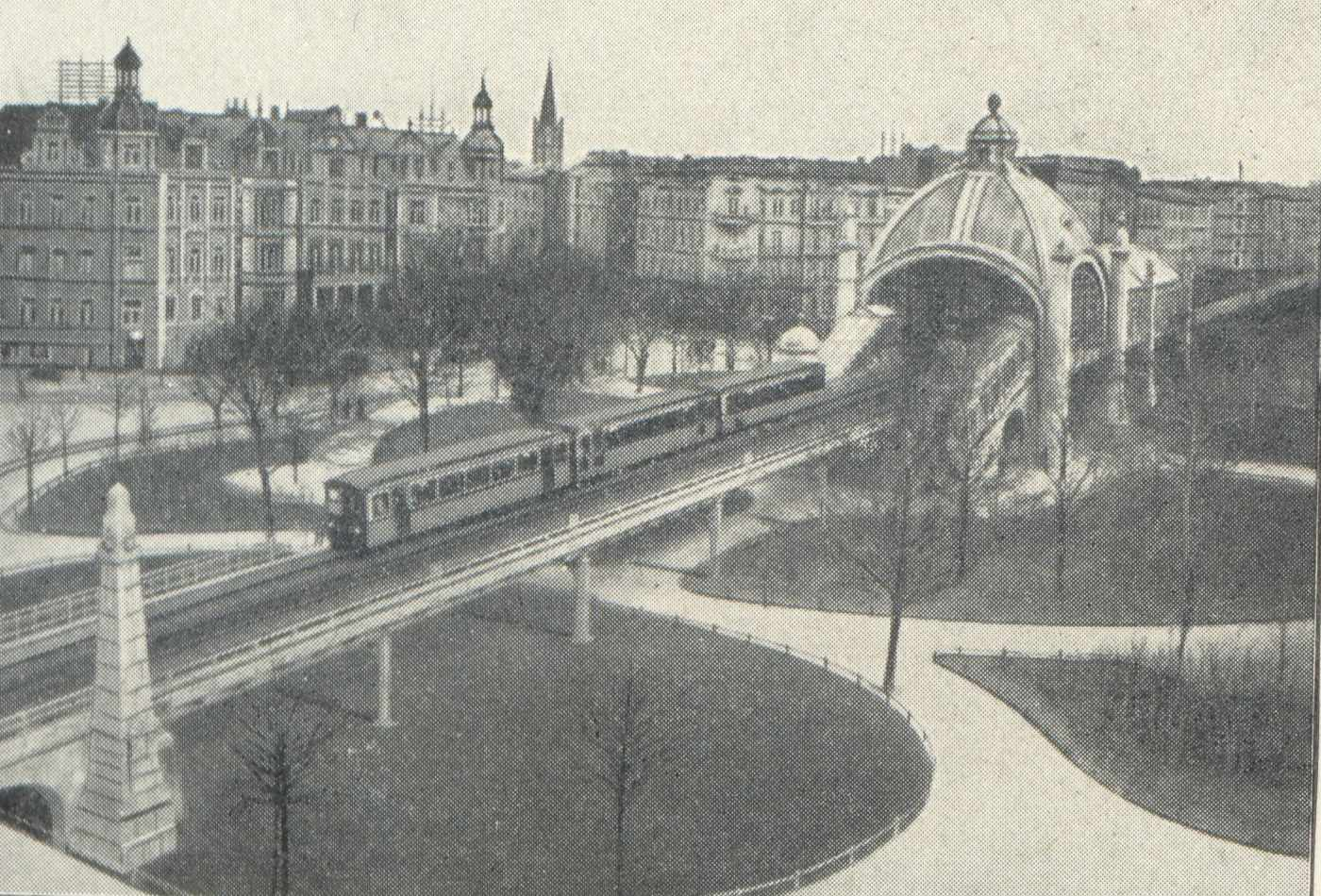
Het viaductstation kort na de opening

Op 1 december 1910 werd de Schöneberger U-Bahn, de huidige U4, in gebruik genomen. Deze lijn stond los van de rest van het net en kreeg een provisorisch ondergronds eindpunt aan de Nollendorfplatz. Voor overstappers werd het door middel van een voetgangerstunnel met het reeds bestaande viaductstation verbonden.
Al tijdens de bouw van de Schönebergse lijn bestonden er plannen voor een "ontlastingstracé" ten noorden van en parallel aan het stamtraject. In 1915 begon de bouw van een nieuw metrostation onder de Nollendorfplatz, dat bestemd was voor treinen over het nieuwe ontlastingstracé en de Schönebergse lijn, die hierdoor een verbinding met de rest van het metronet zou krijgen. Het door Alfred Grenander ontworpen station kwam in ruwbouw gereed in 1917, maar zou nog enkele jaren ongebruikt blijven. Pas op 24 oktober 1926 kwam het paralleltracé via de Kurfürstenstraße gereed en werd ook het nieuwe ondergrondse station Nollendorfplatz in dienst genomen. Het provisorische station van de Schönebergse lijn werd op dezelfde dag gesloten en zou vervolgens afgebroken worden. Het nieuwe station bestaat uit twee boven elkaar gelegen en naar richting gescheiden perrons, die met trappen met elkaar verbonden zijn. Aan het bovenste perron halteren treinen in oostelijke richting, het onderste perron wordt aangedaan door treinen naar het westen en zuiden.
Twee jaar later onderging ook het luchtstation aan de Nollendorfplatz een aantal aanpassingen: de perrons werden verlengd. De metro was een groter succes geworden dan men aan het begin van de twintigste eeuw had durven denken, waardoor de 80 meter lange perrons van de oudste stations te weinig capaciteit bleken te bezitten.
Aan het begin van de Tweede Wereldoorlog werden in een aantal metrostations schuilkelders gebouwd, zo ook onder de Nollendorfplatz. Tijdens de oorlog leed de Berlijnse metro ernstige schade. Aan de Nollendorfplatz werd vooral het viaductstation zwaar getroffen: eind januari 1944 verwoestten vliegtuigbommen een groot deel van de perronhal. Het viaducttracé door Schöneberg was overigens op meerdere plaatsen zwaar beschadigd en kon daarom pas op 15 september 1946, meer dan een jaar na het einde van de oorlog, weer in gebruik genomen worden. De herstelwerkzaamheden aan station Nollendorfplatz duurden nog langer; op 24 mei 1947 stopten de eerste treinen aan provisorisch ingerichte perrons. De herbouw van het viaductstation, in sterk vereenvoudigde vorm en zonder koepel, werd pas in 1955 afgesloten. De schade aan het ondergrondse gedeelte van het station was aanzienlijk minder; hier reden al sinds eind juni 1945 weer treinen.
De naoorlogse deling van Berlijn zou een minstens even grote weerslag hebben op het metronet in het algemeen en station Nollendorfplatz in het bijzonder. Aanvankelijk bleven de treinen tussen oost en west gewoon rijden, ook nadat het stadsvervoerbedrijf BVG in 1949 gesplitst was. Na de bouw van de Berlijnse Muur in 1961 werd het metronet echter fysiek in tweeën gedeeld. Voor de treinen van Schöneberg en Charlottenburg naar de Warschauer Brücke, die ondergronds in station Nollendorfplatz halteerden, had de deling ter plekke geen gevolgen, aangezien zij vrijwel volledig over West-Berlijns grondgebied reden. Wel werd deze lijn ingekort tot Schlesisches Tor, de voorlaatste halte op het tracé, omdat het eindpunt Warschauer Brücke in Oost-Berlijn lag. Voor de lijn naar de in de oostsector gelegen historische binnenstad en Pankow, die van het viaducttracé over de Nollendorfplatz gebruikmaakte, was de bouw van de Muur nog ingrijpender. Deze lijn werd op de sectorgrens gesplitst en ging aan de westzijde eindigen in station Gleisdreieck. Het meest oostelijke stuk van het West-Berlijnse deel van de lijn verloor hierdoor sterk aan betekenis en kende steeds minder reizigers, waardoor men de dienst in 1972 inkortte tot Wittenbergplatz. Het luchtspoor door Schöneberg, inclusief station Bülowstraße en het bovengrondse deel van station Nollendorfplatz, werd gesloten.

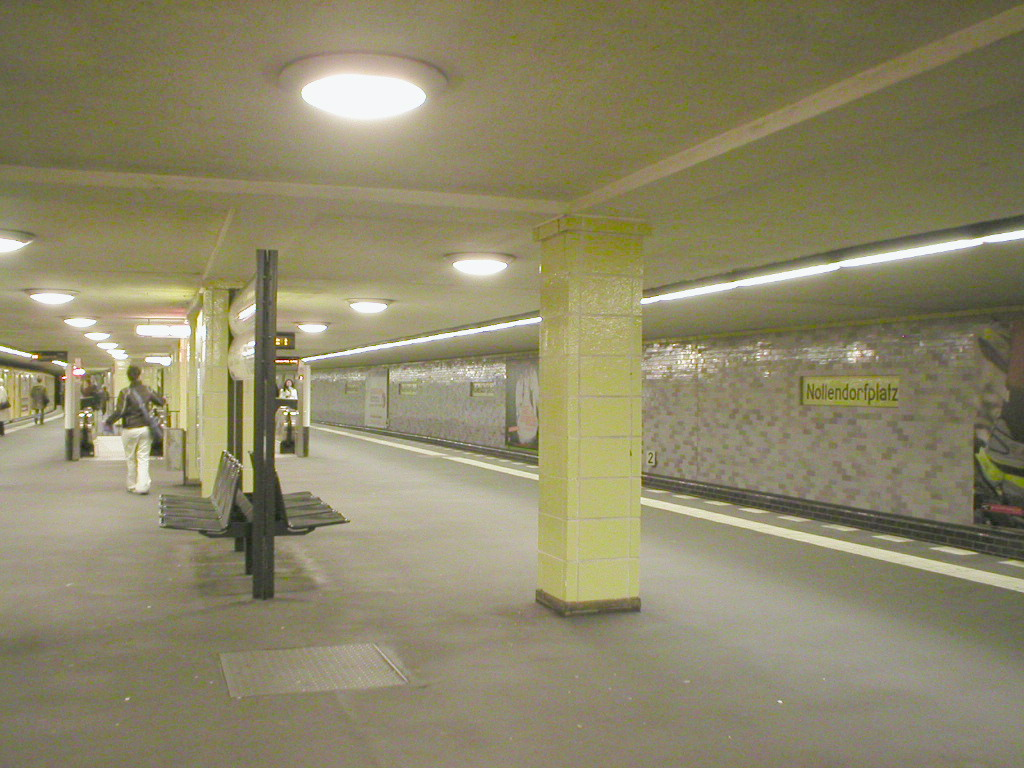
Ondergronds perron richting oost

In 1971 werd de ondergrondse spoorindeling gereorganiseerd; de directe verbinding tussen de sporen komend van Innsbrucker Platz (U4) en die richting de Hochbahn door Kreuzberg (U1) werd opgebroken en vervangen door een opstelterrein ten noorden van het station. Doorgaande diensten tussen de Schönebergse lijn en Schlesisches Tor bestonden toen al een aantal jaar niet meer. Ook werd de uit 1940 daterende schuilkelder op het onderste perron afgebroken.
Het viaductstation aan de Nollendorfplatz kreeg in 1975 een nieuwe bestemming: in 16 oude metrowagons werd een vlooienmarkt ingericht. In het eveneens aan het uit dienst genomen viaducttracé gelegen station Bülowstraße ontstond in 1980 een Turkse bazaar. Over het ongebruikte metroviaduct tussen beide stations ging een pendeltram rijden.
Na de val van de Muur moesten de vlooienmarkt, de bazar en de tramlijn in 1993 wijken voor de herindienstname van de U2. In 1999 besloot men de koepelconstructie van station Nollendorfplatz, verwoest in de Tweede Wereldoorlog, in vereenvoudigde vorm te herbouwen. Het project kwam gereed in 2002, ter gelegenheid van het honderdjarig bestaan van de Berlijnse metro.